# Provaglio Sopra
Provaglio Sopra è con Provaglio Sotto una delle due parti del comune bresciano di Provaglio Val Sabbia.

## Storia
Il comune di Provaglio si divise fin dal Medioevo in due gruppi di villaggi corrispondenti alle due chiese parrocchiali di Maria Assunta e di San Michele. Il primo tentativo di unire amministrativamente la zona fu operato da Napoleone nel 1805, ma gli austriaci annullarono il provvedimento nel 1816. Fu il fascismo ad imporre l'unità comunale nel 1928.